# Echinospartum boissieri
Echinospartum boissieri es una especie perteneciente a la familia de las fabáceas.

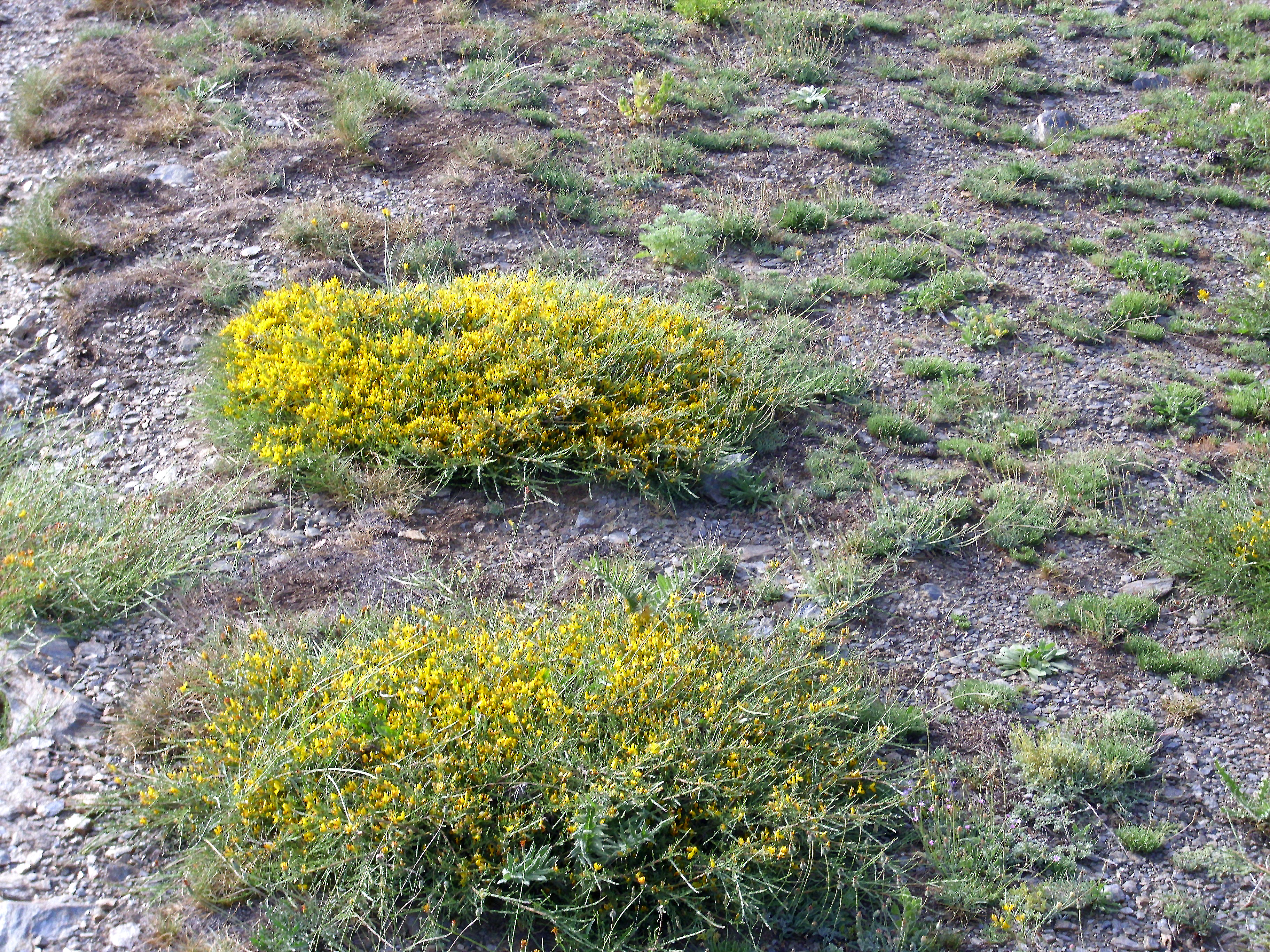
En su hábitat

## Descripción
Forma matas pulvinulares. Tiene tallos de hasta 40 cm de altura, abundantemente ramificados, con ramas de último orden lignificadas y espinosas. Folíolos lineares; estípulas soldadas al pecíolo. Flores geminadas, dispuestas lateralmente en la parte superior de las ramas. Cáliz de 6-9 mm, densamente viloso, con dientes acuminados. Corola de 11 -l3 mm, de vilosa a densamente vilosa, amarilla. Legumbre ovoidea, densamente vilosa. Tiene un número de cromosomas de: 2n=44. Florece y fructifica de julio a agosto.

## Distribución y hábitat
Se encuentra en matorrales cacuminales de alta montaña, sobre calizas y dolomías; a una altitud de (750)1100-2200 metros en la Montañas de la Bética, desde Ciudad Real y Albacete hasta Cádiz. 

## Taxonomía
Echinospartum boissieri fue descrita por (Spach) Rothm. y publicado en Botanische Jahrbücher für Systematik, Pflanzengeschichte und Pflanzengeographie 72: 83. 1941.
Etimología
Echinospartum: nombre genérico que deriva del griego antiguo: echînos ; latínizado echinus  = "erizo, marino y terrestre, cúpula de las castañas, etc."; y el género Spartium L. Las plantas de este género con frecuencia son espinosas y redondeadas.
boissieri: epíteto otorgado en honor del botánico francés Pierre Edmond Boissier.
Sinonimia
- Genista boissieri Spach
- Genista webbii var. boissieri (Spach) C.Vicioso

subsp. webbii (Spach) Greuter & Burdet
- Echinospartum boissieri subsp. webbii (Spach) Smithies
- Genista boissieri subsp. webbii (Spach) Rivas Goday & Rivas Mart.
- Genista webbii Spach[4]

## Nombres comunes
- Castellano: abulaga macho, albulaga, aliaga, aliaga achaparrá, arbulaga, aulaga, bolina, cambrión, cambrón, erizones, molina, molino, pionio, piorno, piorno blanco, piorno fino, toliaga, toliaga blanca.[5]